# Oskar Roehler
Oskar Roehler est un réalisateur allemand né à Starnberg le 21 janvier 1959.

## Biographie
Oskar Roehler est le fils des écrivains anticonformistes Gisela Elsner et Klaus Roehler, membres du célèbre collectif  littéraire d'après-guerre Gruppe 47. Enfant non désiré, il sera élevé par sa grand-mère. Il a grandi entre Rome, Londres et Nuremberg, pour devenir journaliste à Berlin après son bac. Il commence au début des années 1990 à écrire des scénarios, puis se lance dans la réalisation (premier film en 1995).

## Filmographie
- 1995 : Gentleman (de)
- 1997 : Silvester Countdown
- 1999 : Gierig
- 2000 : L'Insaisissable (Die Unberührbare)
- 2001 : Suck My Dick (de)
- 2002 : Fahr zur Hölle, Schwester! (de)
- 2003 : Bonjour l'angoisse (Der alte Affe Angst)
- 2004 : Une famille allemande (Agnes und seine Brüder)
- 2006 : Les Particules élémentaires (Elementarteilchen)
- 2009 : Lulu et Jimi (de) (Lulu und Jimi)
- 2010 : Goebbels et le Juif Süss : Histoire d'une manipulation (Jud Süß - Film ohne Gewissen)
- 2012 : Quellen des Lebens (de)
- 2015 : À mort les hippies !! Vive le punk ! (Tod den Hippies!! es lebe der Punk)
- 2018 : Le Temps des seigneurs (de) (Herrliche Zeiten)
- 2020 : Enfant terrible
- 2024 : Bad Director (de)